# Aleksandrovo (Veliko Tarnovo)
Aleksandrovo (Bulgaars: Александрово) is een dorp in Bulgarije. Zij is gelegen in de gemeente Svisjtov,  Veliko Tarnovo. Het dorp ligt hemelsbreed op 45 km afstand van Veliko Tarnovo en 187 km afstand van Sofia.

## Bevolking
De bevolking van het dorp Aleksandrovo bestond in 1934 uit 695 personen. Het inwonersaantal bereikte een maximum in 1946, toen er 766 inwoners werden geregistreerd. Daarna is de bevolking vrij snel afgenomen tot 443 mensen in 1985, 216 in februari 2011 en 194 personen in december 2019.
Van de 218 inwoners in 2011 reageerden er 189 op de optionele volkstelling. Van deze 189 respondenten identificeerden 170 personen zich als etnische Bulgaren (89,9%), 10 Bulgaarse Turken (5,3%), 8 Roma (4,2%) en 1 persoon was ondefinieerbaar.